# Charles M. Hall
Charles Maurice Hall (* 5. Oktober 1924 in Honolulu, Hawaii; † 4. März 2016 in Gainesville, Alachua County, Florida) war ein Generalleutnant der United States Army. Er war unter anderem Kommandeur der 6. Armee.
Er war ein Sohn von Lucien Hall und dessen Frau Jewel Key. Der Vater gehörte dem United States Marine Corps an. Im Jahr 1924 war er auf Hawaii stationiert, wo sein Sohn Charles geboren wurde. Der jüngere Hall verbrachte den größten Teil seiner Jugend in den Bundesstaaten Texas, Louisiana und Kalifornien, wo er die öffentlichen Schulen besuchte.
Im Jahr 1946 absolvierte er die United States Military Academy in West Point. Nach seiner Graduation wurde er als Leutnant in das Offizierskorps des US-Heeres aufgenommen. In der Armee durchlief er anschließend alle Offiziersränge vom Leutnant bis zum Drei-Sterne-General.
In seinen jüngeren Jahren absolvierte er den für Offiziere in den niederen Rangstufen üblichen Dienst in verschiedenen Einheiten und Standorten. Er absolvierte den Field Artillery Course und wurde dann zur 11. Luftlandedivision nach Japan versetzt. Zwischenzeitlich absolvierte er eine Ausbildung zum Fallschirmspringer. Er war mit einer Luftlandeeinheit im Koreakrieg eingesetzt, wobei er zwei Fallschirmabsprünge in den Kampfzonen unternahm.
Nach seiner Rückkehr in die Vereinigten Staaten setzte er seine Offizierslaufbahn an verschiedenen Orten und Einheiten fort. Neben amerikanischen Standorten war er auch in Deutschland stationiert. Außerdem war er Stabsoffizier im Armeehauptquartier in Washington, D.C. In den Jahren 1965 und 1966 und nochmals von 1969 bis 1970 war Charles Hall im Vietnamkrieg eingesetzt. Nach zwischenzeitlich anderen Verwendungen wurde er im Jahr 1975 zum United States Army Forces Command in Fort McPherson versetzt, dessen Stab er bis 1978 angehörte. Dort war er zunächst Abteilungsleiter in dessen Stabsabteilung J3 für Operationen, dann übernahm er die Leitung der Abteilung für Logistik und Nachschub (G4) dieses Commands.
Im Jahr 1980 erhielt Charles Hall als Nachfolger von Eugene P. Forrester das Kommando über die 6. Armee, die im Presidio in San Francisco ihr Hauptquartier hatte. Die 6. Armee war damals für die Ausbildung anderer Armeeeinheiten zuständig. Nachdem er sein Kommando im August 1981 an David E. Grange Jr. übergebenen hatte, schied Charles Hall aus dem Militärdienst aus.
Nach seiner Pensionierung arbeitete Hall zehn Jahre lang als Projektmanager für eine Immobiliengesellschaft in Byron in Kalifornien. Im Jahr 1995 zog er mit seiner Frau Lolita Irene Bartel nach Gainesville in Florida. Dort verbrachte die Familie ihren Ruhestand. In seinen letzten Jahren war er auch als Dozent für das Florida Museum of Natural History in Gainesville tätig. Er starb am 4. März 2016.

## Orden und Auszeichnungen
Charles Hall erhielt im Lauf seiner militärischen Laufbahn unter anderem die Army Distinguished Service Medal und den Orden Legion of Merit verliehen.